# Punto de control Charlie

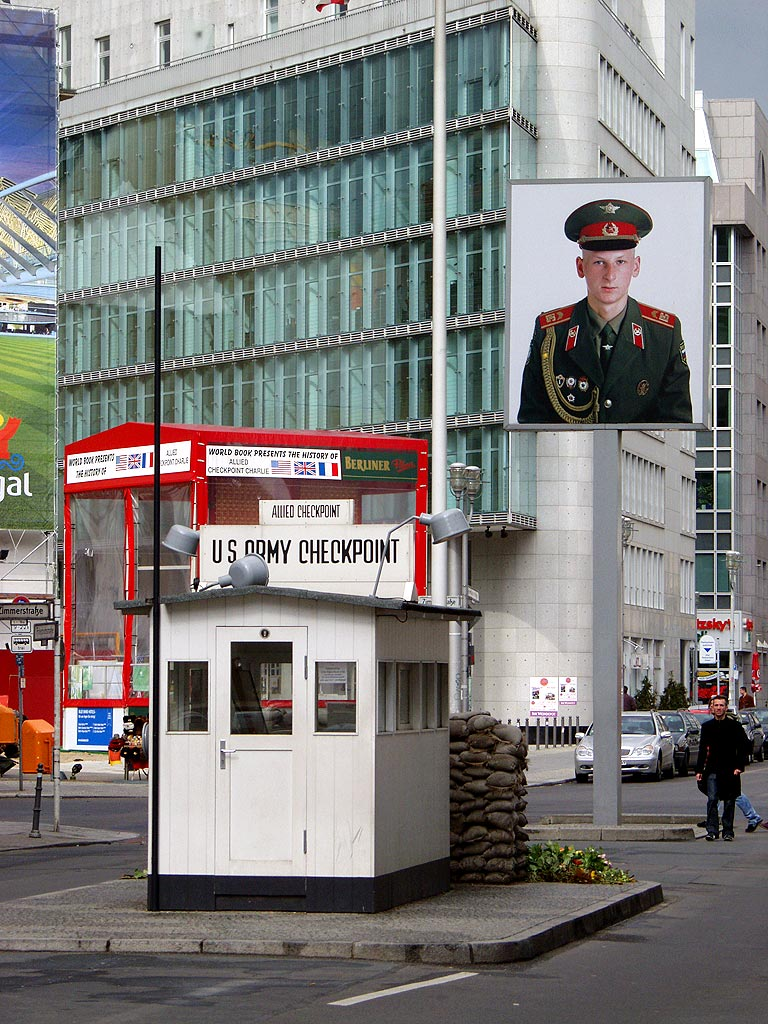
Punto de control Charlie visto hacia el Este, año 2004.

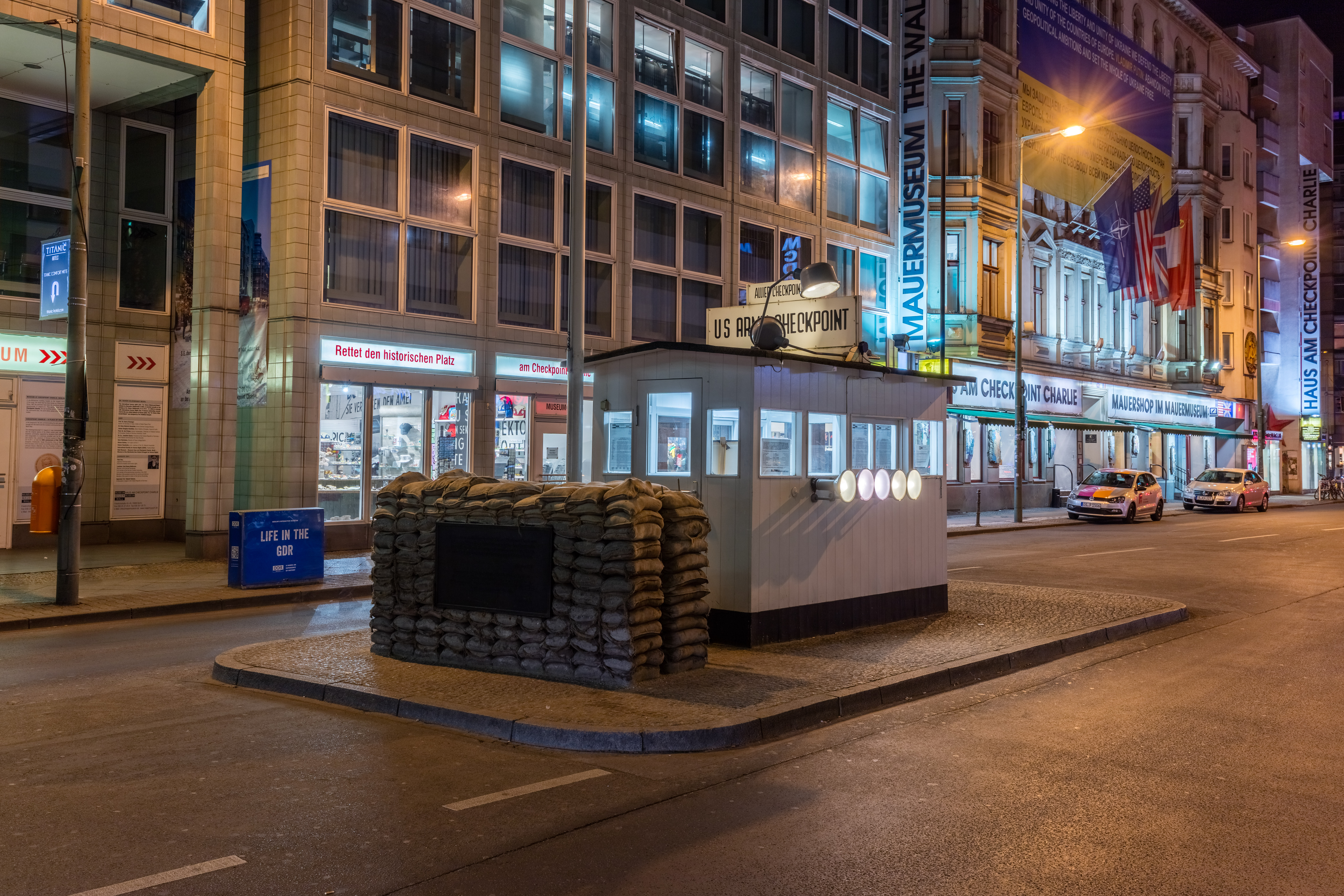
Vista nocturna.

El punto de control Charlie, también llamado Checkpoint Charlie por su nombre en inglés, fue el más famoso de los pasos fronterizos del Muro de Berlín entre 1945 y 1990. Se encontraba en la Friedrichstraße y abría el paso a la zona de control aliada con la soviética, donde actualmente se unen los barrios de Mitte y Kreuzberg. Solo se permitía usarlo a empleados militares y de embajadas de los aliados, extranjeros, trabajadores de la delegación permanente de la RFA y funcionarios de la RDA.
La denominación Charlie procede del alfabeto fonético de la OTAN y es su tercera letra. Checkpoint Alpha era el paso por la autopista en Helmstedt, Checkpoint Bravo el paso de autopista en Dreilinden.

## Historia
Como consecuencia del intento, por parte de la jefatura del SED, de restringir los derechos que como aliados tenían en Berlín las potencias occidentales, en octubre de 1961 tanques soviéticos y estadounidenses se posicionaron enfrentados con munición pesada.
El Checkpoint Charlie fue escenario de huidas espectaculares de Berlín Este, algunas especialmente trágicas como la muerte de Peter Fechter, desangrado en 1962 ante los ojos de los que habitaban Berlín Oeste.
El punto de control fue demolido el 22 de junio de 1990, de modo que salvo el Museo del Muro del Checkpoint Charlie no quedó nada que lo recordase, hasta el 13 de agosto de 2000, cuando se inauguró una reconstrucción de la primera caseta de control, idéntica salvo en los sacos de arena, que ahora están rellenos de cemento.
En la actualidad, el punto de control Charlie es una de las atracciones turísticas de Berlín. Aparte del puesto, también se puede ver el museo dedicado a la historia del muro, la última bandera soviética («bandera del Kremlin») y varios fragmentos de la separación alemana. Del 31 de octubre de 2004 al 5 de julio de 2005, hubo también un polémico monumento a las víctimas del Muro de Berlín.

## En la cultura popular
El espía británico James Bond (interpretado por Roger Moore ) pasó por el Punto de Charlie en la película Octopussy (1983) desde el oeste de Berlín hasta el este.
El Punto de control Charlie aparece en la escena de apertura de la película de 1965 de Martin Ritt,  El espía que surgió del frío (protagonizada por Richard Burton y Claire Bloom), basada en la novela de John Le Carré  del mismo nombre.
El punto de control Charlie es un punto central de entrega en la película Bridge of Spies (2015).